# Instituto Superior Miguel Torga
O Instituto Superior Miguel Torga (ISMT) é uma instituição privada de ensino superior portuguesa e intermunicipal, cuja entidade instituidora é a Comunidade Intermunicipal da Região de Coimbra. O Instituto tem mais de sete décadas de existência.
Este instituto situa-se em Coimbra e foi fundado em 1936 por iniciativa das Irmãs Franciscanas Missionárias de Maria, com o apoio do Professor Bissaya Barreto, Presidente da Junta da Província da Beira Litoral. Actualmente, conta com cerca de 30 funcionários, 100 Docentes/Colaboradores e 1400 alunos.
O ISMT ministra cursos de Licenciatura, Mestrado, Pós-Graduação e Especialização Tecnológica. A instituição lecciona também cursos de Formação Permanente, estando acreditada pela DGERT (Direcção Geral do Emprego e das Relações de Trabalho) como entidade formadora.

## História
Em Maio de 1936, por convite do Senhor Professor Doutor Fernando Bissaya Barreto chegou a Coimbra um grupo de religiosas francesas para trabalharem no Ninho dos Pequenitos e outras obras anexas. Nessa altura, nasceu a ideia de se criar uma escola que se suportasse em conhecimentos médico-sociais e proporcionasse uma acção educativa e assistencial persistente e esclarecedora. Por iniciativa das Irmãs Franciscanas Missionárias de Maria, em 1937 foi fundada a Escola Normal Social “A Saúde”. Os objectivos eram responder à necessidade de formação de Técnicos no âmbito médico-social que permitisse uma resposta às carências que se verificavam no sector materno-infantil.
As escolas de formação social existentes em Portugal e os seus programas foram rectificados no Decreto-Lei nº30.135 de 14 de Dezembro de 1939. O Ministério da Educação Nacional concede, em 1940, o Alvará (nº 312 de 18 de Setembro) da Escola Normal Social à Junta de Província da Beira Litoral, presidida pelo Professor Doutor Bissaya Barreto. A 10 de Julho de 1956, no Decreto-Lei nº 40.678, é autorizado o funcionamento de escolas de formação de assistentes sociais, no contexto do ensino particular. O diploma estabeleceu ainda o estatuto das assistentes sociais.
A 29 de Março de 1962, um novo despacho ministerial reconhece o curso superior de Serviço Social ministrado pela Escola Normal Social, mas a frequência de estudantes do sexo masculino só foi autorizada a 17 de Dezembro de 1964, novamente por despacho ministerial. Em 1965 foi dada autorização oficial para a mudança do nome de Escola Normal Social "A Saúde" para Instituto de Serviço Social de Coimbra. Por despacho ministerial de 12 de Junho de 1969, a denominação da escola passou para Instituto Superior de Serviço Social de Coimbra. No Decreto-Lei nº 12/98, de 24 de Janeiro, é consagrada a alteração do nome da instituição para Instituto Superior Miguel Torga.